# Aphelandra scabra
Aphelandra scabra là một loài thực vật có hoa trong họ Ô rô. Loài này được (Vahl) Sm. mô tả khoa học đầu tiên năm 1818.

## Hình ảnh

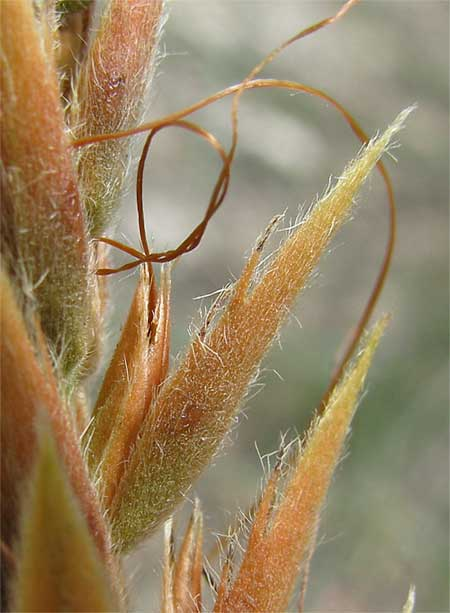
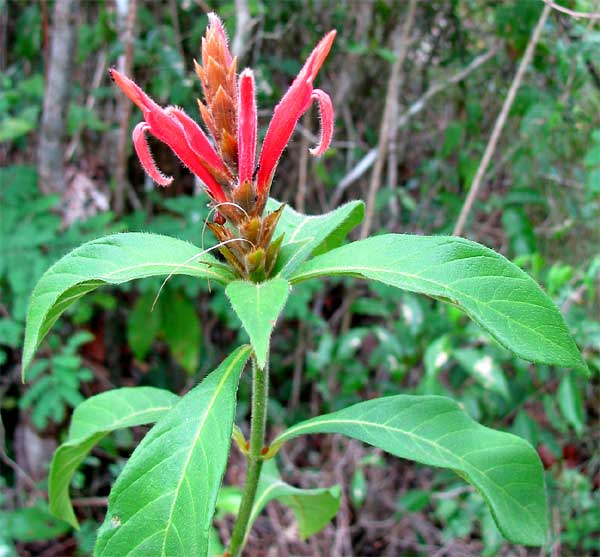